# Alexandra Juhasz
Alexandra Jeanne "Alex" Juhasz (12 de marzo de 1964) es una escritora feminista y teórica de la producción de medios.

## Educación
En 1986, obtuvo su B.A. en estudios de EE. UU. y de filología inglesa por la Amherst College. Poco después de graduarse, participó en un programa de artistas, de un año de duración, patrocinado por el Whitney Museum (1987–1988). Juhasz también asistió a la Universidad de Nueva York y defendió su tesis de doctorado con distinciones en "estudios de cinematografía (1992). 
En 1993, fue galardonada por la "Society for Cinema Studies" con el Primer Premio por su disertación doctoral: "Re-Mediating AIDS: The Politics of Community Produced Video (Re-mediatizando el SIDA: La política de la comunidad producida por video)."

## Carrera
En 1990 dio inicio a su carrera en la Universidad de Nueva York como instructora adjunta en estudios de cine. De 1991 a 1994 trabajó como profesora asistente, de filología inglesa y en estudios de mujeres, en Swarthmore College.
Luego tomaría una posición docente, en el Pitzer College, siendo profesora asistente desde 1995 hasta 2003. Y allí, desde 2003, fue profesora titular de historia, teoría y producción de medios. También ha sido profesora en los Departamentos de Estudios Culturales, Arte e Inglés en la Universidad Claremont Graduate desde 2003.
Enseña teoría y producción de medios en Pitzer College. Sus intereses de investigación incluyen la producción de videos documentales, cine femenino y teoría del cine feminista. Ha escrito una variedad de artículos centrados en temas feministas como la sexualidad adolescente, el SIDA y la educación sexual.
Su trabajo se centra en la pedagogía feminista en línea, el aprendizaje de YouTube y otros usos comunes de los medios digitales.
Ha impartido cursos en múltiples ubicaciones e instituciones, entre ellas NYU, Bryn Mawr College, Swarthmore College, Pitzer College, Claremont Graduate University; y, en YouTube. Sus cursos incorporan medios activistas, documentales, archivos de medios y medios feministas. Es cofundadora, con Anne Balsamo de FemTechNet, una red de académicos y artistas comprometidos con temas relacionados con la tecnología y el género.
Ha producido dos largometrajes: 
- The Owls[6][7]

- The Watermelon Woman.

También ha producido más de una docena de documentales educativos que se centran en preocupaciones feministas que van desde el embarazo adolescente, hasta el SIDA, como:
- Video Remains.[8]

En el otoño boreal de 2011, trabajó en la Universidad del Sur de California, como profesora adjunta sabática de la School of Cinematic Arts. A partir de 2013, aceptó la dirección del Centro Monroe para la Investigación Social en Pitzer.
Desde el otoño boreal 2016, es presidenta del Departamento de Cine en Brooklyn College.

## Obra

### Algunas publicaciones
- “#cut/paste+bleed: Entangling Feminist Affect, Action and Production On and Offline,” in Jentery Sayers, ed. Routledge Companion to Media Studies and Digital Humanities (Routledge: 2018): 18-32.

- Blackwell Companion to Film Studies: Documentary and Documentary Histories. Coeditó con Alisa Lebow (Cambridge, MA: Blackwell Press, próximo 2014/16).[10]

- Learning from YouTube. Cambridge, MA: The MIT Press, 2011.[3][10]

- F is for Phony: Fake Documentary and Truth's Undoing, editó con Jesse Lerner (University of Minnesota Press, 2006).[5]

- Women of Vision: Histories in Feminist Media Transcripts de 20 entrevistas en cine feminista e historias en video. (University of Minnesota Press, 2001).[5]

- AIDS TV: Identity, Community, and Alternative Video. Durham, NC: Duke University Press, 1995.[10]

- "The Contained Threat: Women in Mainstream AIDS Documentary." J. of Sex Research, 27:1, 1990. Special issue: Feminist Perspectives on Sexuality.